# Grevillea linsmithii
Grevillea linsmithii är en tvåhjärtbladig växtart som beskrevs av Mcgill.. Grevillea linsmithii ingår i släktet Grevillea och familjen Proteaceae. Inga underarter finns listade i Catalogue of Life.